# Stockholms Courier
Stockholms Courier var en dagstidning i Stockholm utgiven från 3 januari 1820 till 30 december 1822.

## Tidningens titlar
Stockholms Courier  hette tidningen från starten till 2 april 1821 och  fortsattes sedan av bara Courieren den 12 april 1821 och Courieren från Stockholm från 30 april 1821 till 15 april 1822 och slutligen Stockholmska Courieren från 23 maj 1822 till 30 december 1822 då tidningen upphörde.

## Utgivningens omfattning
Stockholms Courier kom ut i 131 nummer omfattande 1048 sidor. Courieren med ett dubbelnummer på 16 sidor. Courieren från Stockholm med 101 nummer sammanlagt 432 sidor och Stockholmska Courieren med 64 nummer' med 256 sidor.

## Utgivare och tidningshistorik

### Stockholms-Courier
Redan i december 1819 utkom ett prospekt innehållande redogörelse för denna tidnings planerade utgivning, för vilken kanslisten i kungliga krigsexpeditionen Curt Fredrik Meinander den 26 november 1819 sökt och erhållit utgivningsbevis. Samtidigt med att denne den 29 februari 1820 anmälde, att han upphört med redaktionen vf denna tidning, söktes av e. o. kanslisten, Johan Peter Theorells utgivningsbevis för tidningen som utfärdades den 2 mars 1820.
Med anledning av en i Stockholms-Courier den 2 april 1820 införd recension över en i Högsta domstolen fälld dödsdom den 17 juli 1817 över provinsialläkaren medicine doktor P. J. Bergelin och  L. P. Ihre, som i ett glatt lag druckit Gustaf V:s skål en person som icke existerar på jordklotet, blev tidningen indragen den 2 april 1822. 

### Courieren
Då denna recension fortsattes i den efterföljande tidning Courieren, som lämnades prenumeranterna till ersättning för den indragna, som häradshövding  S. L. Theorell erhållit utgivningsbevis den 11 april 1821, blev det utgivna dubbelnumret indraget samma dag det kom ut den 12 april 1821. Med anledning av inlämnade ansökningar att få ge ut en tidning under namnet Stockholmska Courieren blev såväl J. P. Theorell den 17 april 1821 som S. L. Theorell den 2 maj samma år genom kunglig resolution förklarade oberättigade att något Dagblad eller periodisk skrift utgifva. 

### Courierenfrån Stockholm
Kanslisten C. Kindelius, som upprepade gånger under loppet av 1820 sökt och erhållit utgivningsbevis för en tidning Kuriren för att vid behov ge ut  densamma, i fall Stockholms Courier skulle dras in. Han inlämnade den 14 april 1821, samtidigt med S. L. Theorells ansökning om Stockholmska Courieren, en anhållan om utgivningsbevis för Courieren från Stockholm, vilket han fick utgivningsbevis för den 25 april 1821. 
Denna tidning, som kort därefter den 30 april 1821  började ges ut lämnades såsom fortsättning åt de båda indragna tidningarnas prenumeranter, vilka dessutom fick löfte om ersättning för det arktal av tidningen, som de genom uppehållen i följd av indragningarna förlorat. Detta skedde genom särskilda utgivna små skrifter. Emellertid blev även Courieren från Stockholm indragen den 15 april 1822, varom redaktionen i en annons den 18 april underrättade. 

### Stockholmska Courieren
Dess ansvarige utgivare C. Kindelius, som 26 april 1822  sökte ett utgivningsbevis  för Stockholmska Courieren, erhöll detta samma år den 20 maj sedan kunglig majestät den 7 maj  därtill givit nådigt tillstånd. Tidningen började ges ut den 23 maj 1822 och fortgick till årets slut, då den självmant upphörde den 30 december. I sista numret av Stockholmska Courieren den 30 december 1822 lämnas en kort återblick över tidningens öden.

### Skribenter
Med undantag av de juridiska artiklarna, författade av S. L. Theorell, samt Utländska Nyheter, som redigerades av C. F. Meinander, var det  huvudsakliga innehållet i denna serie av oppositionstidningar författat Johan Peter Theorells penna. Johan Peter Theorell fortsatte sedan sin journalistiska bana i flera andra tidningar bland annat i Dagligt Allehanda.

## Tryckning, utgivningsfrekvens format och pris
Tidningen gavs ut 2 dagar i veckan måndag och torsdag med 4 till 8 sidor i kvarto med 2 spalter, satsyta 19 x 15,7 cm. Prenumerationen kostade 3 riksdaler banko  för 1:a halvåret 1820 och sedan 6 riksdaler banko för en årgång av 104 nummer.
Tidningen trycktes hos C. Deleen från december 1819 till 30 mars 1820 sedan hos Elmén och Granberg från 4 april 1820 till  tidningens upphörande. Som typsnitt användes antikva. De båda förstnämnda tidningarna hade en devis: Sine ira et studio et metu (Utan ilska och lust och rädsla).

## Courierens redaktions utgivna broschyrer
1. Blandade Ämnen, hvaribland finnes något litet om Konungens Högsta Domstol, något om andra myndigheter och något om vissa satser och meningar... Stockholm, Elmén & Granberg 1821. 8:o (46 s.). Utgifven 1821 1/6.
2. Oskyldiga Ämnen, med undantag af en enda något alfvarsam kritik, som dock troligen passerar... Stockholm, Elmén & Granberg 1821. 8:o (91 s.) Utgiven 5 juli 1821.
3. En liten bok, innehållande något emot våra fiender och något om Konungens Högsta Domstol... Stockholm, Elmén & Granberg 1821. 8:o (48 s.). Utgiven 2 augusti 182.
4. Ett polemiskt häfte i lagfarenhet och politik... Stockholm, Elmén & Granberg 1821. 8:o (60 s.). Utgiven den 22 november 1821.
5. Försök att besvara en upkommen fråga, huruvida Högsta Domstolen äger förmanskap öfver Konungens Justitiæ Kantzler... Stockholm, Elmén & Granberg 1821. 8:o (33 s.). Utgiven 13 december 1821.
6. Ytterligare Handlingar rörande fiscaliska actionen mot Landshöfdingen m. m. Friherre Edelcreutz och Lands-Secreteraren von Sydow, i anledning af olaga arrestering... Stockholm, Elmén & Granberg 1822. 8:o. (58 s.). Utgiven 28 maj 1822.
7. Ebersteinska Testamentet, föremål för en medfart, tilläfventyrs den enda i sitt slag... Stockholm, Elmén & Granberg 1822. 8:o (52 a.). Utgiven 21 oktober 1822, som framkallade en motskrift:
8. Anmärkningar vid en af Courierens Redaction Utgifven afhandling om Ebersteinska Testamentet. Stockholm, Kongl. Ordens Boktryckeriet 1822. 8:o (20 s.).
Sedan prenumeranterna erhållit 7 av de 14 ark genom de sistnämnda båda broschyrerna , kunde de vid 1822 års början fordra av redaktionen, att få ersättning för de återstående arken 19 skilling och 5 riksdaler banko att uppbära i Deleen & Comp:s bokhandel  (enligt en räknesats om 6 riksdaler banko för 104 ark).
Såsom ersättning för de nummer, som saknades mellan Courieren från Stockholm upphörande 15 april 1822  och Stockholmska Courierens utgivande från 23 maj, lämnades följande året åt dess prenumeranter följande broschyr:
9. En blick på Sveriges ekonomiska läge och vinst af 1809 års revolution eller den upsats, som begyntes i n:o 101 af Courieren från Stockholm och afbröts genom nämnde tidnings indragning; Utgiven af redaktionen för Courieren från Stockholm. Stockholm, Elmén och Granberg 1823. 8:o (46 s.).
Sedan Courieren från Stockholm  blivit indragen den 15 april 1822, gav Stockholms Snickare-ämbete ut en den 2 maj  1822 daterad skrift:
Til Redaktören af f. d. Tidningen Courieren från Stockholm. U. t. Stockholm, Marquardska boktryckeriet 1822. 4:o (7 s.) Där försöker man gendriva de i nr 98 och 99 av denna tidning gjorda angrepp mot svenska hantverket. Denna skrift tillställdes också tidningens prenumeranter.

## Stockholms stadsarkiv om tidningen
På 1820-talet drevs livlig politisk debatt om yttrandefrihet i Sverige. Det var lågt i tak och obekväma skrifter som misshagade statsmakterna eller kungen ledde till att tidningar drogs in. Indragna tidningar startades ofta om med nytt namn och ny ansvarig utgivare. Så var fallet med Stockholms courier. 1821 återstartas tidningen nu med namnet Courieren från Stockholm. 
De förklarar i tidningen: Denna tidning utlemnas, såsom ersättning, till prenumeranterna på den indragna Stockholms Courier, hvars redaction föresatt sig att dessutom på annat sätt lemna det bristande i ersättningen, såsom följande dess förklaring utvisar:..
Tidningen fortsätter utgivningen för prenumeranterna. I samma tidning publiceras kungörelsen där Stockholms courier förbjuds. Resten av tidningsnumret är koncentrerade till nyheter från Grekland och  Turkiet. Det är grekiska frihetskriget för självständighet från turkarna som man skriver om. Tidningen är oppositionell och diskuterar aktuella politiska frågor. Man kritiserar skråväsendet som man ser som föråldrat. Man är för näringsfrihet.